# Synolulis ekeikei
Synolulis ekeikei là một loài bướm đêm trong họ Erebidae.